# Ahom

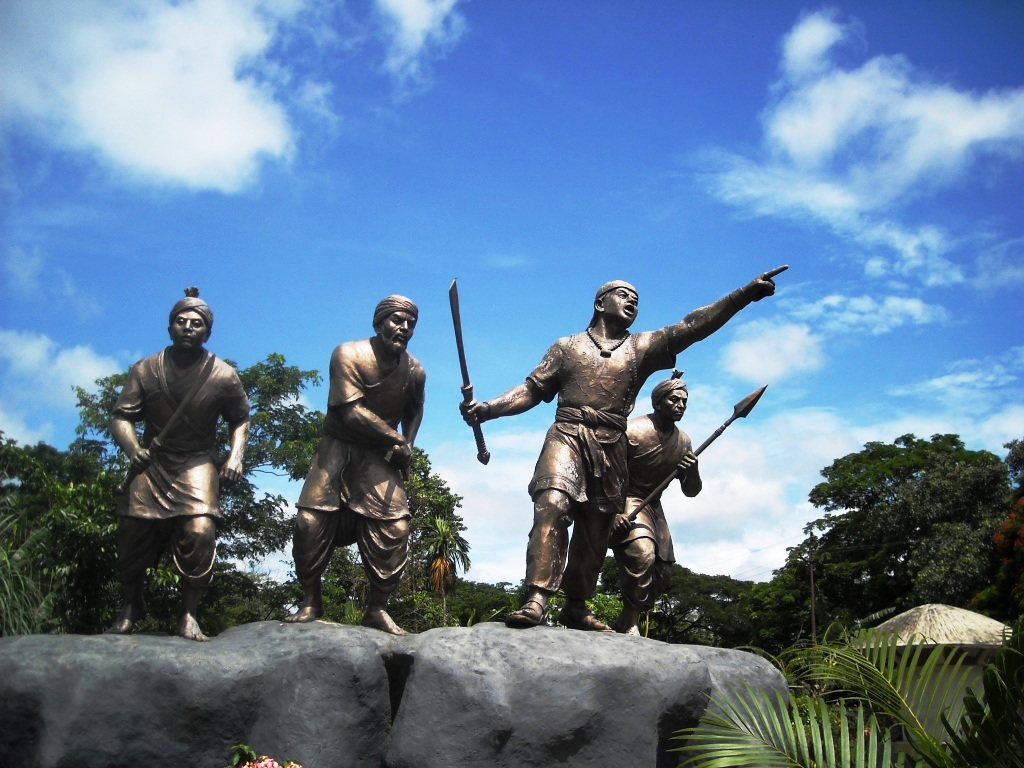
Statue di guerrieri Ahom vicino alla città di Sibsagar in Assam

Gli Ahom (trascrizione IPA: /ˈɑːhɑːm/ o /ˈɑːhəm/, in assamese আহোম, lett. "popolo dell'Assam") sono stati un antico gruppo etnico facente parte dei popoli tai, un cui esercito guidato dal principe Sukaphaa conquistò e si trasferì in un territorio nella valle del Brahmaputra nel 1228. Sin dall'inizio di questa migrazione, gli Ahom si mescolarono con la popolazione locale e i loro discendenti hanno progressivamente perso l'identità culturale originaria. L'odierno Stato indiano dell'Assam ha preso il nome da questa etnia che si auto-definisce asam.

## Storia
In origine gli Ahom vivevano in un territorio che si trova nell'odierna provincia cinese sud-occidentale dello Yunnan, dal quale nei primi secoli del I millennio migrarono nella zona settentrionale del Sud-est asiatico. Furono strettamenti collegati con le etnie siamese e shan e il nome con cui si auto-definiscono è asam. L'ulteriore migrazione a ovest ebbe inizio nell'VIII secolo ma lo spostamento più importante avvenne nel 1228, quando il principe Sukaphaa guidò un esercito di 9 000 Ahom attraverso le montagne del Patkai, che costituiscono oggi la frontiera tra India e Birmania, fino a conquistare nel 1229 un territorio nella valle del Brahmaputra. Ebbe così inizio il Regno Ahom, che avrebbe dominato la regione fino al XIX secolo. Si resero presto conto che le terre in cui erano arrivati erano soggette alle grandi inondazioni del fiume e nei 20 anni successivi Sukaphaa fece esplorare le zone circostanti; nel 1252 si trasferirono nella zona dell'odierna Sibsagar, dove stabilirono la capitale del regno.
L'esercito non aveva alcuna donna al seguito e i guerrieri cominciarono a mescolarsi con le etnie locali, dando vita a una popolazione multietnica. La lingua ahom fu a lungo parlata quasi esclusivamente a corte, e si è conservata in seguito solo nei documenti ufficiali del regno, mentre la maggioranza dei popolani continuò a parlare le lingue di altre etnie. La lingua andò dunque in disuso e questo è il motivo per cui i discendenti degli Ahom sono classificati come assamesi. Tra i gruppi etnici sottomessi nella zona vi furono i Borahi, che parlavano una lingua del ceppo tibeto-birmano, mentre tra gli alleati vi furono quelli provenienti dalla zona dell'odierna Moran, che mantennero l'indipendenza.
La dinastia Ahom si consolidò nei primi secoli del regno e si espanse ai danni delle tribù della regione finché non si scontrò con gli interessi dell'Impero Moghul, che tra il 1527 e il 1682 tentò invano per 17 volte di sottomettere il Regno Ahom. Il più famoso condottiero distintosi nelle guerre contro i Moghul fu Lachit Barphukan, conosciuto tra gli Ahom come un eroe nazionale, che guidò l'esercito nella vittoriosa battaglia di Saraighat del 1671. Dopo aver definitivamente allontanato la minaccia dei Moghul, ebbe inizio un periodo di gravi conflitti interni che ebbero fine durante il regno di Rudra Singha, il più famoso dei sovrani Ahom. Le campagne militari da lui intraprese espansero enormemente i confini del regno, che arrivarono a coprire la maggior parte dell'Assam; i progetti di ingegneria civile e le riforme sociali da lui promosse garantirono inoltre il periodo di maggior prosperità nella storia degli Ahom.
Alla sua morte, avvenuta nel 1724, ebbe inizio un periodo di progressivo declino che culminò nella crisi del 1817, quando una lotta interna portò il re Ahom a chiedere l'intervento dei birmani di re Bodawpaya della dinastia Konbaung. I birmani ristabilirono la pace invadendo l'Assam per due volte e nel periodo successivo gli Ahom pagarono tributi alla corte di Amarapura. L'espansionismo del regno birmano fu il motivo per cui i britannici, che stavano portando a termine la colonizzazione dell'India, intrapresero nel 1824 la prima guerra anglo-birmana. Il conflitto vide la vittoria degli europei e si concluse nel 1826 con il trattato di Yandabo, con cui i birmani, oltre all'Assam, cedettero Manipur, l'Arakan e il Tenasserim.

### I discendenti
Gli Ahom furono tra i protagonisti nell'unificazione dell'Assam e i loro discendenti sono classificati assamesi. Il termine "assamese etnico" è assegnato dal governo indiano a coloro i quali parlano la lingua assamese nella valle del Brahmaputra. Secondo Ethnologue, sono circa 8 milioni i discendenti degli Ahom, la maggior parte dei quali si trova nei distretti dell'Assam di Golaghat, Jorhat, Sibsagar, Dibrugarh, Tinsukia, Lakhimpur e Dhemaji, nonché nel distretto di Lohit in Arunachal Pradesh.

## Lingua
la lingua ahom, è parlata da circa 400-500 persone della classe sacerdotale. Fu rivitalizzata da organizzazioni Ahom creando diverse scuole nell'Assam settentrionale e sono in procinto di partire diversi piani di nuove scuole in tutto l'Assam. 

La lingua Ahom ha un suo proprio alfabeto (Alfabeto Ahom).